# Île de la Gonâve
Île de la Gonâve er en 743 km² stor ø ved Haiti med cirka 80.000 indbyggere, (2003), nordvest for Port-au-Prince. Øen er den største af de af Hispaniolas øer, der ligger ud for fastlandet. Øen omfatter kommunerne Anse-à-Galets og Pointe-à-Raquette.
Øen er overvejende befolket af fiskere og landmænd.
Øen har en længde på ca. 56 km. og en maksimal bredde på 16 km. Den er dermed Hispaniolas største nabo-ø. Øen der for en stor del består af kalksten, er omgivet af rev og store dele af øen er udyrket. Højeste punkt er 778 meter over havoverfladen. Den årlige nedbørsmængde ligger mellem 800 og 1600 mm, hvorved de højere regioner får mest nedbør. Der er en udbredt vandmangel og med haitansk og udenlandsk hjælp, bygges der regnvandsbeholdere, vandsystemer og boring af brønde.
Île de la Gonâve var det sidste tilbagetrækningsområde for den oprindelige befolkning Taínoerne på Haiti, efter at 1503 flygtede fra Hispaniola til øen. Fra dem stammer den nuværende betegnelse for øen, som de gav navnet Guanabo. Senere var øen base for pirater.
1925, mens øen var besat af USA, udnævnte US-sergenten Faustin Wirkus sig selv til konge over øen. Faustino II („le roi blanc de la Gonâve“), blev dog 1929 fordrevet af de haitanske myndigheder. 
Efter at en orkan 1976 ødelagde dele af af det sydlige Haiti, flyttede nogen af de overlevende til Île de la Gonâve og grundlagde de første landsbyer på øen med landbrug. Der er en udbredt vandmangel og med Haitansk og udenlandsk hjælp bygges der regnvandsbeholdere, vandsystemer og boring af brønde.
Øen var engang base for pirater.